# Championnat de Belgique masculin de basket-ball 2018-2019
Navigation
Saison précédente Saison suivante
| \| Alost Anvers Charleroi Liège Louvain Mons Ostende Bruxelles Malines Hasselt \| Géolocalisation des clubs du championnat de Belgique |
| Alost Anvers Charleroi Liège Louvain Mons Ostende Bruxelles Malines Hasselt                                                            |

La saison 2018-2019 du championnat de Belgique est le premier niveau du championnat. Il oppose les dix meilleurs clubs de Belgique en un championnat, puis via des play-offs qui désignent le champion de Belgique. Elle sacre le BC Ostende pour la vingtième fois, la huitième fois consécutive.

## Formule de la compétition
- Saison régulière: Chaque équipe rencontre quatre fois les autres, deux fois dans chacune des villes.
- Play-Offs: Les 8 meilleures équipes à l’issue de la saison régulière de l’EuroMillions Basketball League se qualifient pour les play-offs qui se dérouleront selon le format suivant :
  - Quart de finales (best of 3): 1-8, 2-7, 3-6, 4-5
  - Demi-finales (best of 3):
    - Gagnant 1-8 est opposé au gagnant 4-5
    - Gagnant 2-7 est opposé au gagnant 3-6

  - Finale (best of 5) Le club classé le plus haut a l’avantage du terrain.

## Clubs participants

### Clubs engagés[1]
Légende des couleurs
- Champion en titre
- Vice-champion en titre

| Club                          | Classement 2017-2018 | Entraîneur           | Ville     |
| ----------------------------- | -------------------- | -------------------- | --------- |
| Filou Oostende                | 1                    | Dario Gjergja        | Ostende   |
| Telenet Giants Antwerp        | 2                    | Roel Moors           | Anvers    |
| Spirou Basket Charleroi       | 3                    | Brian Lynch          | Charleroi |
| Crelan Okapi Aalstar          | 4                    | Jean-Marc Jaumin     | Alost     |
| Belfius Mons-Hainaut          | 5                    | Daniel Goethals      | Mons      |
| Hubo Limburg United           | 6                    | Greg Gibson          | Hasselt   |
| Kangoeroes Basket Mechelen    | 7                    | Paul Vervaeck        | Malines   |
| Basic-Fit Brussels Basketball | 8                    | Serge Crevecoeur     | Bruxelles |
| VOO Liège Basket              | 9                    | Laurent Costantiello | Liège     |
| Stella Artois Leuven Bears    | 10                   | Eddy Casteels        | Louvain   |

### Salles
| Alost              | Anvers              | Bruxelles                      | Charleroi        |
| ------------------ | ------------------- | ------------------------------ | ---------------- |
| Generali Forum     | Lotto Arena         | Complexe de Neder-Over-Hembeek | RTL Spiroudome   |
| Capacité : 2 800   | Capacité : 5 218    | Capacité : 1 200               | Capacité : 6 300 |
|                    |                     |                                |                  |
| Hasselt            | Liège               | Louvain                        | Mons             |
| Sporthal Alverberg | Country Hall        | SportOase                      | Mons Arena       |
| Capacité : 1 730   | Capacité : 5 500    | Capacité : 3 500               | Capacité : 3 700 |
|                    |                     |                                |                  |
| Ostende            | Malines             |                                |                  |
| Sleuyter Arena     | Sporthal Winketkaai |                                |                  |
| Capacité : 5 000   | Capacité : 1 000    |                                |                  |
|                    |                     |                                |                  |

## Saison régulière

### Classement
À la suite des trente-six journées de la saison régulière les Telenet Giants Antwerp terminent en tête devant Filou Ostende.
| Rang | Équipe                        | %     | J  | G  | P  | Pp   | Pc   | GA   |
| ---- | ----------------------------- | ----- | -- | -- | -- | ---- | ---- | ---- |
| 1    | Telenet Giants Antwerp F      | 83.3% | 36 | 30 | 6  | 3064 | 2541 | 523  |
| 2    | Filou Ostende T C             | 80.6% | 36 | 29 | 7  | 2890 | 2419 | 471  |
| 3    | Spirou Basket Charleroi       | 66.7% | 36 | 24 | 12 | 2992 | 2697 | 295  |
| 4    | Basic-Fit Brussels Basketball | 58.3% | 36 | 21 | 15 | 2936 | 2825 | 111  |
| 5    | Belfius Mons-Hainaut          | 47.2% | 36 | 17 | 19 | 2729 | 2842 | -113 |
| 6    | Hubo Limburg United           | 44.4% | 36 | 16 | 20 | 3024 | 3052 | -28  |
| 7    | Crelan Okapi Aalstar          | 38.9% | 36 | 14 | 22 | 2901 | 3118 | -217 |
| 8    | Kangoeroes Basket Mechelen    | 33.3% | 36 | 12 | 24 | 2709 | 3038 | -329 |
| 9    | Stella Artois Leuven Bears    | 27.8% | 36 | 10 | 26 | 2528 | 2841 | -313 |
| 10   | VOO Liège Basket              | 19.4% | 36 | 7  | 29 | 2743 | 3143 | -400 |

| Légende :                                       |   |
| - Qualification pour les playoffs               |   |
| T : Tenant du titre                             |   |
| F : Finaliste d´ EMBL 2017-2018                 |   |
| C : Vainqueur de la Coupe de Belgique 2017-2018 | 0 |

## Matches
Chaque club se rencontre quatre fois, deux fois à domicile et deux fois à l'extérieur, ce qui donne lieu à deux phases.
Phase 1 :
| Résultats (dom.\ext.)                                              | AAL    | OOS   | MEC    | CHA   | LIE    | LEU   | MON   | BRU   | ANT    | LIM    |
| Crelan Okapi Aalstar                                               |        | 72-65 | 86-92  | 93-91 | 87-86  | 75-58 | 81-87 | 94-85 | 71-106 | 94-90  |
| Filou Ostende                                                      | 86-77  |       | 80-82  | 88-82 | 85-61  | 89-50 | 73-51 | 58-59 | 88-63  | 92-91  |
| Kangoeroes Basket Mechelen                                         | 78-71  | 90-74 |        | 77-87 | 86-84  | 75-92 | 74-78 | 87-97 | 64-93  | 83-71  |
| Spirou Basket Charleroi                                            | 87-70  | 64-65 | 85-87  |       | 85-55  | 77-64 | 94-52 | 89-80 | 60-72  | 102-87 |
| VOO Liège Basket                                                   | 83-84  | 67-91 | 92-83  | 55-71 |        | 83-84 | 78-92 | 92-83 | 83-84  | 69-92  |
| Stella Artois Leuven Bears                                         | 69-84  | -     | 76-68  | 66-76 | 86-82  |       | 71-75 | 65-88 | 63-90  | 88-79  |
| Belfius Mons-Hainaut                                               | 91-81  | 58-91 | 100-79 | 87-90 | 101-78 | 85-66 |       | 67-79 | 69-74  | 80-75  |
| Basic-Fit Brussels Basketball                                      | 88-87  | 83-84 | 92-65  | 76-73 | 79-71  | 87-67 | 71-65 |       | 86-79  | 108-90 |
| Telenet Giants Antwerp                                             | 104-74 | 44-82 | 84-62  | 80-95 | 92-68  | 76-69 | 75-57 | 84-68 |        | 95-85  |
| Hubo Limburg United                                                | 97-78  | 55-70 | 98-83  | 79-88 | 91-88  | 84-64 | 85-82 | 83-86 | 73-86  |        |
| - Victoire à domicile - Victoire à l'extérieur - Match non disputé |        |       |        |       |        |       |       |       |        |        |

Phase 2 :
| Résultats (dom.\ext.)                                              | AAL    | BCO   | MEC    | CHA    | LIE    | LEU   | MON   | BRU    | ANT   | LIM    |
| Crelan Okapi Aalstar                                               |        | 73-77 | 70-92  | 61-103 | 108-84 | 94-72 | 81-87 | 76-101 | 70-76 | 108-84 |
| Filou Ostende                                                      | 86-69  |       | 97-67  | 96-82  | 100-72 | 89-50 | 96-60 | 83-68  | 67-71 | 95-70  |
| Kangoeroes Basket Mechelen                                         | 75-91  | 59-74 |        | 61-71  | 86-84  | 77-68 | 80-72 | 66-64  | 42-99 | 75-78  |
| Spirou Basket Charleroi                                            | 73-74  | 77-73 | 88-70  |        | 85-87  | 86-65 | 69-74 | 101-94 | 80-79 | 99-80  |
| VOO Liège Basket                                                   | 83-100 | 80-93 | 84-91  | 69-101 |        | 76-82 | 72-75 | 76-93  | 76-84 | 100-80 |
| Stella Artois Leuven Bears                                         | 97-77  | 64-97 | 78-71  | 64-68  | 76-78  |       | 90-85 | 90-83  | 67-79 | 62-72  |
| Belfius Mons-Hainaut                                               | 87-77  | 63-67 | 84-78  | 73-83  | 67-79  | 77-76 |       | 78-92  | 70-76 | 78-85  |
| Basic-Fit Brussels Basketball                                      | 102-72 | 67-73 | 68-61  | 79-89  | 82-77  | 83-65 | 59-76 |        | 74-92 | 88-81  |
| Telenet Giants Antwerp                                             | 96-69  | 80-81 | 107-78 | 83-71  | 109-60 | 85-59 | 89-59 | 74-68  |       | 95-83  |
| Hubo Limburg United                                                | 104-68 | 85-81 | 123-84 | 82-79  | 81-73  | 90-89 | 81-85 | 95-76  | 65-85 |        |
| - Victoire à domicile - Victoire à l'extérieur - Match non disputé |        |       |        |        |        |       |       |        |       |        |

## Play-Offs
Comme lors de la saison précédente Filou Oostende s'impose en finale face au Telenet Giants Antwerp.
|  | Quarts de finale              | Quarts de finale              | Quarts de finale              | Quarts de finale              |                        |                        | Demi-finales | Demi-finales | Demi-finales | Demi-finales |  |  | Finale | Finale | Finale | Finale |
|  |                               |                               |                               |                               |                        |                        |              |              |              |              |  |  |        |        |        |        |
|  |                               |                               |                               |                               |                        |                        |              |              |              |              |  |  |        |        |        |        |
|  |                               |                               |                               |                               |                        |                        |              |              |              |              |  |  |        |        |        |        |
|  | Telenet Giants Antwerp        | Telenet Giants Antwerp        | 2                             | 2                             |                        |                        |              |              |              |              |  |  |        |        |        |        |
|  | Telenet Giants Antwerp        | Telenet Giants Antwerp        | 2                             | 2                             |                        |                        |              |              |              |              |  |  |        |        |        |        |
|  | Kangoeroes Basket Mechelen    | Kangoeroes Basket Mechelen    | 0                             | 0                             |                        |                        |              |              |              |              |  |  |        |        |        |        |
|  | Kangoeroes Basket Mechelen    | Kangoeroes Basket Mechelen    | 0                             | 0                             | Telenet Giants Antwerp | Telenet Giants Antwerp | 2            | 2            |              |              |  |  |        |        |        |        |
|  |                               |                               |                               |                               | Telenet Giants Antwerp | Telenet Giants Antwerp | 2            | 2            |              |              |  |  |        |        |        |        |
|  |                               |                               | Basic-Fit Brussels Basketball | Basic-Fit Brussels Basketball | 0                      | 0                      |              |              |              |              |  |  |        |        |        |        |
|  | Basic-Fit Brussels Basketball | Basic-Fit Brussels Basketball | Basic-Fit Brussels Basketball | Basic-Fit Brussels Basketball | 0                      | 0                      | 2            | 2            |              |              |  |  |        |        |        |        |
|  | Basic-Fit Brussels Basketball | Basic-Fit Brussels Basketball |                               |                               |                        |                        |              | 2            |              |              |  |  |        |        |        |        |
|  | Belfius Mons-Hainaut          | Belfius Mons-Hainaut          | 0                             | 0                             |                        |                        |              |              |              |              |  |  |        |        |        |        |
|  | Belfius Mons-Hainaut          | Belfius Mons-Hainaut          | 0                             | 0                             | Telenet Giants Antwerp | Telenet Giants Antwerp | 1            | 1            |              |              |  |  |        |        |        |        |
|  |                               |                               |                               |                               | Telenet Giants Antwerp | Telenet Giants Antwerp | 1            | 1            |              |              |  |  |        |        |        |        |
|  |                               |                               | Filou Oostende                | Filou Oostende                | 3                      | 3                      |              |              |              |              |  |  |        |        |        |        |
|  | Filou Oostende                | Filou Oostende                | Filou Oostende                | Filou Oostende                | 3                      | 3                      | 2            | 2            |              |              |  |  |        |        |        |        |
|  | Filou Oostende                | Filou Oostende                |                               |                               |                        |                        |              |              |              |              |  |  |        |        |        |        |
|  | Crelan Okapi Aalstar          | Crelan Okapi Aalstar          | 0                             | 0                             |                        |                        |              |              |              |              |  |  |        |        |        |        |
|  | Crelan Okapi Aalstar          | Crelan Okapi Aalstar          | 0                             | 0                             | Filou Oostende         | Filou Oostende         | 2            | 2            |              |              |  |  |        |        |        |        |
|  |                               |                               |                               |                               | Filou Oostende         | Filou Oostende         | 2            | 2            |              |              |  |  |        |        |        |        |
|  |                               |                               | Hubo Limburg United           | Hubo Limburg United           | 0                      | 0                      |              |              |              |              |  |  |        |        |        |        |
|  | Spirou Basket Charleroi       | Spirou Basket Charleroi       | Hubo Limburg United           | Hubo Limburg United           | 0                      | 0                      | 0            | 0            |              |              |  |  |        |        |        |        |
|  | Spirou Basket Charleroi       | Spirou Basket Charleroi       |                               |                               |                        |                        |              | 0            |              |              |  |  |        |        |        |        |
|  | Hubo Limburg United           | Hubo Limburg United           | 2                             | 2                             |                        |                        |              |              |              |              |  |  |        |        |        |        |
|  | Hubo Limburg United           | Hubo Limburg United           | 2                             | 2                             |                        |                        |              |              |              |              |  |  |        |        |        |        |
|  |                               |                               |                               |                               |                        |                        |              |              |              |              |  |  |        |        |        |        |

## Récompenses individuelles

### Euromillions Basketball Awards
Les trophées sont décernés le 21 mai 2019.
Meilleur joueur (MVP)
- Paris Lee (Telenet Giants Antwerp)

Meilleur joueur belge
- Ismael Bako (Telenet Giants Antwerp)

Meilleur jeune
- Sigfredo Casero-Ortiz (Crelan Okapi Aalstar)

Meilleur entraîneur
- Roel Moors (Telenet Giants Antwerp)

Meilleur arbitre
- Renaud Geller

### Joueurs de la semaine
| Nombre | Joueur              | Équipe                        |
| ------ | ------------------- | ----------------------------- |
| 3×     | Thomas Van Der Mars | Crelan Okapi Aalstar          |
| 2×     | Alexandru Olah      | Kangoeroes Basket Mechelen    |
| 2×     | Ibrahima Fall Faye  | Stella Artois Leuven Bears    |
| 2×     | Khaliq Spicer       | Hubo Limburg United           |
| 2×     | Amin Stevens        | Basic-Fit Brussels Basketball |
| 2×     | Quincy Ford         | Spirou Basket Charleroi       |
| 1×     | Alexis Wangmene     | VOO Liège Basket              |
| 1×     | Tate Unruh          | Hubo Limburg United           |
| 1×     | Dario Hunt          | Spirou Basket Charleroi       |
| 1×     | Shevon Thompson     | Filou Oostende                |
| 1×     | Anthony Lambot      | Stella Artois Leuven Bears    |
| 1×     | Terrance Henry      | VOO Liège Basket              |
| 1×     | Miloš Bojović       | VOO Liège Basket              |
| 1×     | Charles Barton      | Kangoeroes Basket Mechelen    |
| 1×     | Dwight Coleby       | VOO Liège Basket              |
| 1×     | Carrington Love     | Kangoeroes Basket Mechelen    |
| 1×     | Zach Thomas         | Crelan Okapi Aalstar          |
| 1×     | Paris Lee           | Telenet Giants Antwerp        |
| 1×     | Kwan Cheatham       | Kangoeroes Basket Mechelen    |
| 1×     | Chris Jones         | Belfius Mons-Hainaut          |
| 1×     | Khadeen Carrington  | Hubo Limburg United           |
| 1×     | Brandan Stith       | Stella Artois Leuven Bears    |

Source : http://euromillionsbasketball.be/mvpoftheweek?year=x1819

## Statistiques

### Meilleurs joueurs par statistiques
| Catégorie                         | Joueur             | Équipe                        | Statistique |
| --------------------------------- | ------------------ | ----------------------------- | ----------- |
| Index par match                   | Amin Stevens       | Basic-Fit Brussels Basketball | 17.8        |
| Points par match                  | Miloš Bojović      | VOO Liège Basket              | 18.3        |
| Rebonds par match                 | Ibrahima Fall Faye | Stella Artois Leuven Bears    | 8.9         |
| Contres par match                 | Ibrahima Fall Faye | Stella Artois Leuven Bears    | 1.5         |
| Passes par match                  | Paris Lee          | Telenet Giants Antwerp        | 5.4         |
| Interceptions par match           | Carrington Love    | Kangoeroes Basket Mechelen    | 1.7         |
| Pourcentage de réussite par match | Shevon Thompson    | Filou Oostende                | 72.9%       |
| Pourcentage à 3 points par match  | Anthony Beane      | Spirou Basket Charleroi       | 87.5%       |
| Pourcentage aux lancers francs    | Tate Unruh         | Hubo Limburg United           | 90.5%       |

Source : http://euromillionsbasketball.be/individualstats.php?year=x1819&nat=bel
| Catégorie                         | Joueur          | Équipe                        | Statistique |
| --------------------------------- | --------------- | ----------------------------- | ----------- |
| Index par match                   | Matt Mobley     | Spirou Basket Charleroi       | 25.5        |
| Points par match                  | Matt Mobley     | Spirou Basket Charleroi       | 25.0        |
| Rebonds par match                 | Axel Hervelle   | Spirou Basket Charleroi       | 9.0         |
| Contres par match                 | Shevon Thompson | Filou Oostende                | 1.5         |
| Passes par match                  | Chris Jones     | Belfius Mons-Hainaut          | 7.0         |
| Interceptions par match           | Amin Stevens    | Basic-Fit Brussels Basketball | 2.3         |
| Pourcentage de réussite par match | Nathan Kuta     | Hubo Limburg United           | 83.4%       |
| Pourcentage à 3 points par match  | Alexandru Olah  | Kangoeroes Basket Mechelen    | 75.0%       |
| Pourcentage aux lancers francs    | Matt Mobley     | Spirou Basket Charleroi       | 100%        |

Source : http://euromillionsbasketball.be/individualstats.php?year=x1819&nat=bel_ply

## Clubs engagés en Coupe d'Europe
Lors de la saison 2018-2019, quatre clubs belges sont engagés au sein des deux compétitions européennes : Telenet Giants Antwerp (Anvers), Basket Club Ostende, Proximus Spirou Basket (Charleroi) et Belfius Mons-Hainaut.

### Euroligue
Aucun club belge ne participe à cette compétition.

### EuroCoupe
Aucun club belge ne participe à cette compétition.

### Ligue des Champions
Deux clubs belges sont engagés dans le premier tour de qualification de la Ligue des champions : Anvers et Charleroi.
Charleroi passe les deux premiers tours de qualification et est éliminé au troisième par le CB Murcie. Anvers franchit cet écueil et est qualifié pour les phases de poules. Engagé dans la poule C il en termine quatrième. Il élimine le CB Murcie en huitième de finale, le BK Nijni Novgorod en quart avant de perdre en demi-finale face au Club Baloncesto Canarias.
| Équipe                    | Qualifications                                | Qualifications                                | Saison régulière                                                         | Saison régulière                                                         | Playoffs                                                                 | Playoffs                                                                 | Bilan général      |
| Équipe                    | Résultat                                      | Vic-Nul-Déf (%Vic)                            | Résultat                                                                 | Vic-Déf (%Vic)                                                           | Stade                                                                    | Vic-Nul-Déf (%Vic)                                                       | Vic-Nul-Déf (%Vic) |
| ------------------------- | --------------------------------------------- | --------------------------------------------- | ------------------------------------------------------------------------ | ------------------------------------------------------------------------ | ------------------------------------------------------------------------ | ------------------------------------------------------------------------ | ------------------ |
| Telenet Giants Antwerp    | Qualifié au 2e tour                           | 4 - 0 - 0 (100%)                              | 4e du groupe C                                                           | 7 - 7 (50%)                                                              | Troisième                                                                | 4 - 0 - 2 (67%)                                                          | 15 - 0 - 9 (63%)   |
| Proximus Spirou Charleroi | Éliminé au 3e tour                            | 3 - 3 (50%)                                   | Reversé au premier tour de la saison régulière de la Coupe d'Europe FIBA | Reversé au premier tour de la saison régulière de la Coupe d'Europe FIBA | Reversé au premier tour de la saison régulière de la Coupe d'Europe FIBA | Reversé au premier tour de la saison régulière de la Coupe d'Europe FIBA | 3 - 0 - 3 (50%)    |
| Filou Ostende             | Directement qualifié pour la saison régulière | Directement qualifié pour la saison régulière | 6e du groupe D                                                           | 7 - 7 (50%)                                                              | Reversé en playoffs de la Coupe d'Europe FIBA                            | Reversé en playoffs de la Coupe d'Europe FIBA                            | 7 - 0 - 7 (50%)    |

### Coupe d'Europe FIBA
| Équipe                    | Qualifications                                        | Qualifications                                        | Premier tour                                          | Premier tour                                          | Deuxième tour                                         | Deuxième tour                                         | Playoffs      | Playoffs           | Bilan général      |
| Équipe                    | Résultat                                              | Vic-Nul-Déf (%Vic)                                    | Résultat                                              | Vic-Déf (%Vic)                                        | Résultat                                              | Vic-Déf (%Vic)                                        | Stade         | Vic-Nul-Déf (%Vic) | Vic-Nul-Déf (%Vic) |
| ------------------------- | ----------------------------------------------------- | ----------------------------------------------------- | ----------------------------------------------------- | ----------------------------------------------------- | ----------------------------------------------------- | ----------------------------------------------------- | ------------- | ------------------ | ------------------ |
| Proximus Spirou Charleroi | Reversé des qualifications de Ligue des champions     | Reversé des qualifications de Ligue des champions     | 3e du groupe C                                        | 3 - 3 (50%)                                           | Éliminé                                               | Éliminé                                               | Éliminé       | Éliminé            | 3 - 0 - 3 (50%)    |
| Belfius Mons-Hainaut      | Directement qualifié pour la saison régulière         | Directement qualifié pour la saison régulière         | 4e du groupe B                                        | 1 - 5 (17%)                                           | Éliminé                                               | Éliminé                                               | Éliminé       | Éliminé            | 1 - 0 - 5 (17%)    |
| Filou Ostende             | Reversé de la saison régulière de Ligue des champions | Reversé de la saison régulière de Ligue des champions | Reversé de la saison régulière de Ligue des champions | Reversé de la saison régulière de Ligue des champions | Reversé de la saison régulière de Ligue des champions | Reversé de la saison régulière de Ligue des champions | 1/4 de finale | 1 - 1 - 2 (25%)    | 1 - 1 - 2 (25%)    |